# 半斯拉夫防禦
半斯拉夫防禦（英語：Semi-Slav Defense）是國際象棋的一種開局方式，走法為：
1.d4 d5 2.c4 e6 3. Nc3 Nf6 4. Nf3 c6